# Sergio Arredondo González
Sergio Arredondo González (m. Santiago de Chile, 22 de agosto de 2018) fue un coronel chileno que participó en la Caravana de la Muerte de Chile en 1973. Fue el segundo al cargo tras Sergio Arellano Stark que lideró la Caravana de la Muerte. Este escuadrón de la muerte salió justo después del golpe de Estado y se dice que es responsable de al menos 75 muertes. Las personas ejecutadas no eran en su mayoría hostiles y ya estaban bajo custodia. Muchos eran maestros, organizadores políticos o líderes sindicales. Él mismo reclutó a nombres como Pedro Espinoza, Marcelo Moren Brito y Fernández Larios para la "Caravana".
Después del período de servicio de la Caravana, también fue ascendido a director de la Escuela de Infantería. Posteriormente fue ascendido a servir también como agregado militar de Chile en Brasil.
En 2016, Arredondo fue condenado a 20 años por el delito reiterado de homicidio calificado de 21 detenidos y llevado a la cárcel de Punta Peuco. Apenas unos de meses después de ingresar en prisión, el 22 de agosto de 2018, Arredondo moría en el Hospital Militar de Santiago de Chile a causa de un cáncer de pulmón.